# Cos (ciudad)
Cos (en griego antiguo Κῶς; moderno Κως) es el nombre de una ciudad griega de la isla de Cos. Se trata de la ciudad más grande de la isla, situada en el extremo oriental de la misma. En el año 2011, el municipio de Cos contaba con 33 388 habitantes, y la unidad municipal de Cos tenía 19 432.

## Historia
En el siglo VIII a. C. formó parte de la llamada Hexápolis dórica en la que participaban Cos, Cnido, Halicarnaso, Lindo, Yáliso y Camiro.
Era también conocida como Cos de los Méropes o Cos Merópide. Tucídides señala que fue empleada por los atenienses, junto con las islas de Calce y Samos, como base de operaciones contra Rodas en el año 412 a. C. Poco después fue fortificada por Alcibíades. Pausanias menciona también Cos Merópide como el lugar de origen de vencedores olímpicos.
La ciudad de Cos se refundó posteriormente por sinecismo a causa de una revuelta en el año 366 a. C. Según Estrabón, antes de vivir en esta ciudad refundada de Cos, sus habitantes vivían en Astipalea, situada en otra parte de la isla, también junto al mar.